# Emmanuel Finkiel
Emmanuel Finkiel es un director de cine, guionista y actor francés nacido en Boulogne-Billancourt, el 30 de octubre de 1961.

## Filmografía

### Director
- 1990 : Nouvelle vague - Asistente de director + director de producción
- 1993 : Tres colores: Azul (Trzy kolory: Niebieski) - Asistente de dirección
- 1993 : Tres colores: Blanco (Trzy kolory: Biały ) - Asistente de dirección
- 1994 : Tres colores: Rojo (Trzy kolory: Czerwony) - Asistente de dirección
- 1994 : L'Appât - Asistente de dirección
- 1996 : Mme Jacques sur la croisette - Cortometraje
- 1996 : Sur un air de mambo - Televisión - Asistente de dirección
- 1997 : Regards d'enfance - episodio Mélanie - Televisión
- 1999 : Voyages
- 2000 : Casting -  Cortometraje
- 2000 : Samedi -  Cortometraje
- 2000 : Dimanche -  Cortometraje
- 2000 : Lundi -  Cortometraje
- 2006 : Les Européens
- 2006 : En marge des jours - Televisión
- 2009 : Nulle part, terre promise
- 2012 : Je suis
- 2016 : Je ne suis pas un salaud
- 2017 : Marguerite Duras. París 1944

## Actor
- 2003 : Motus de Laurence Ferreira Barbosa (telefilme)
- 2004 : Le Pont des Arts
- 2004 : De battre mon cœur s'est arrêté

### Guionista
- 1999 : Voyages * 2000 : Samedi - Cortometraje
- 2000 : Dimanche - Cortometraje
- 2016 : Je ne suis pas un salaud

## Premios y distinciones
* Fuente:Página del cineasta en IMDb. 
| Año  | Premio / Festival                         | Categoría                                 | Obra                         | Resultado |
| ---- | ----------------------------------------- | ----------------------------------------- | ---------------------------- | --------- |
| 1997 | Premios César                             | Mejor cortometraje                        | Mme Jacques sur la croisette | Ganador   |
| 1999 | Festival de Cannes                        | Premio de la juventud / Película francesa | Voyages                      | Ganador   |
| 1999 | Festival de Cine de Jerusalén             | Mejor creación                            | Voyages                      | Ganador   |
| 2000 | Premios César                             | Mejor primera película                    | Voyages                      | Ganador   |
| 2001 | Premios del Cine Europeo                  | Mejor documental                          | Casting                      | Nominado  |
| 2008 | Festival Internacional de Cine de Locarno | Leopardo de Oro                           | Nulle part, terre promise    | Nominado  |
| 2017 | Festival Internacional de Cine de Haifa   | Mejor película                            | Marguerite Duras. París 1944 | Nominado  |
| 2017 | Festival de San Sebastián                 | Mejor película                            | Marguerite Duras. París 1944 | Nominado  |
| 2019 | Premios César                             | Mejor dirección                           | Marguerite Duras. París 1944 | Nominado  |
| 2019 | Premios César                             | Mejor adaptación                          | Marguerite Duras. París 1944 | Nominado  |